# Capela da Senhora Sant'Ana
A Capela de Sant'Ana Mestra, mais conhecida como Capela da Senhora Sant'Ana, é um significativo templo católico localizado no Povoado da Capela do Rio do Peixe, em Pirenópolis, Goiás. Integrada à  Paróquia Santa Bárbara, esta capela carrega consigo uma rica história que remonta ao auge da exploração de ouro nas margens do Rio do Peixe. A presença de aventureiros e mineradores na região não apenas deu vida à capela, mas também estabeleceu Sant'Ana como a padroeira e protetora do lugar, refletindo a profunda influência do catolicismo em uma comunidade marcada por construções simples e rústicas.
A atual capela construída em meados do século XIX, está localizada a aproximadamente 37 quilômetros de Pirenópolis, no Povoado da Capela do Rio do Peixe e faz parte do distrito de Lagolândia. O povoado é acessível por estradas asfaltadas. O local, que atingiu seu auge no final do século XVIII, era conhecido como o Arraial de Sant'Anna do Rio do Peixe e, em 1833, foi elevado à categoria de distrito. Com o esgotamento das minas, a comunidade adaptou-se à agricultura e, atualmente, está se tornando um destino turístico, especialmente durante a Romaria de Sant'Anna, que ocorre anualmente entre 17 e 26 de julho..
A visibilidade do povoado também se deve à família Camargo, que reside na região desde o século XIX, destacando-se a dupla sertaneja Zezé Di Camargo e Luciano. O local ganhou notoriedade como cenário do filme "Dois Filhos de Francisco" e da série "É o Amor: Família Camargo", atraindo muitos visitantes em busca de conhecer suas raízes culturais e naturais.

## Histórico
A capela foi construída em meados do século XIX, em um local que, durante o ciclo do ouro, era conhecido como Arraial de Sant'Anna do Rio do Peixe sob domínios da Paróquia Nossa Senhora do Rosário. O povoado foi elevado à categoria de distrito em 1833. Sua primeira construção, uma capela modesta, foi erguida em um contexto onde as moradias eram simples, feitas de pau-a-pique e adobe, com cobertura de folhas de buriti e piso de chão batido, refletindo as condições de vida dos habitantes da época. A atual capela, a terceira a ser construída no local, ergue-se em um gramado elevado, em lugar diferente da segunda construção, que se incendiou, e apresenta uma fachada de características coloniais, que inicialmente era caiada de branco com molduras azul-turquesa.
A capela não apenas representa a devoção à Sant'Ana, padroeira da localidade, mas também é um símbolo da resistência e adaptação da comunidade frente ao esgotamento das minas. Com o declínio da mineração, os moradores voltaram-se para a agricultura, mantendo viva a tradição de celebrar a Romaria de Sant'Anna, que ocorre anualmente entre 17 e 26 de julho, atraindo romeiros e turistas de várias partes.

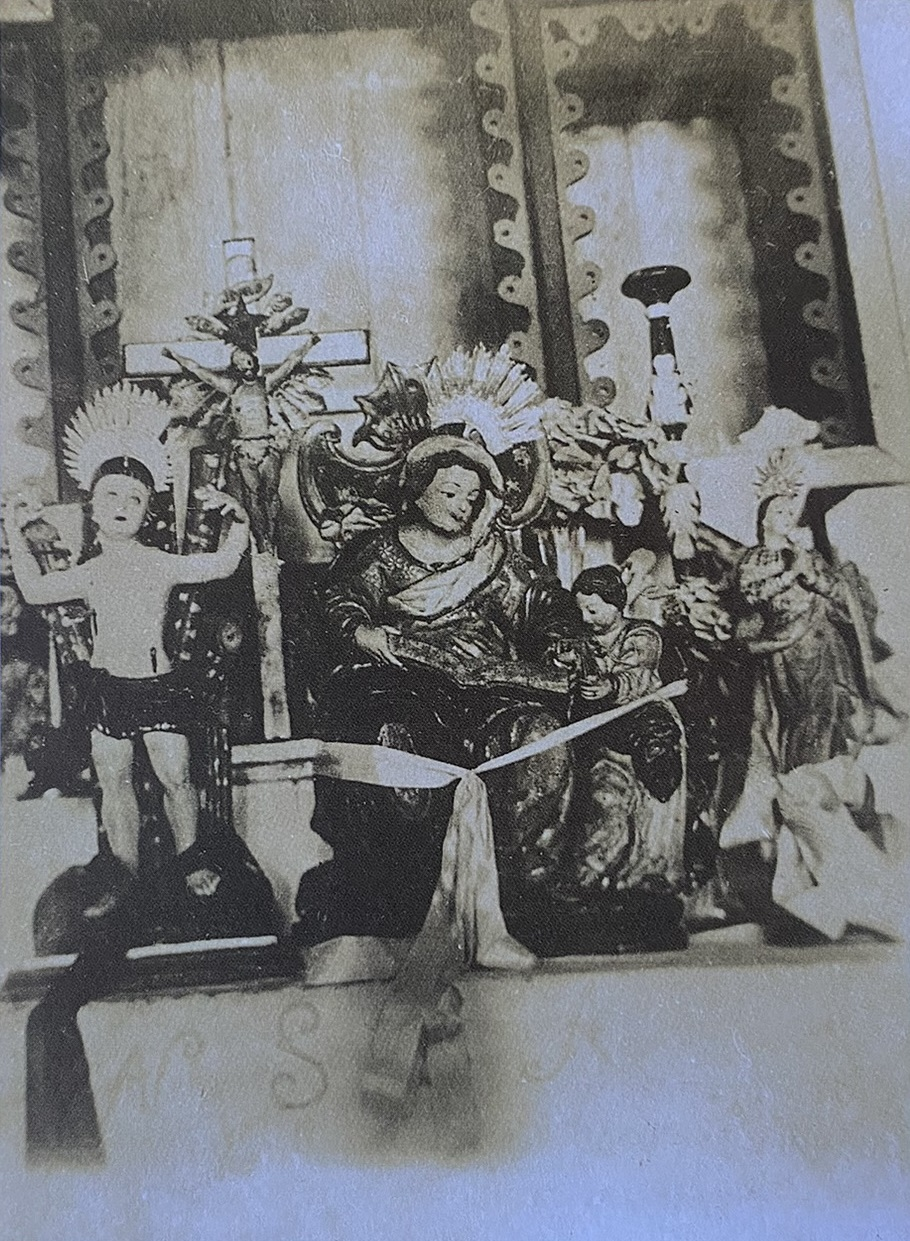
Imagens primitivas da Capela de Santana do Rio do Peixe: São Sebastião, Nossa Senhora Sant'Ana e Nossa Senhora da Conceição. Todas foram furtadas.

## Transformações e Patrimônios
Na década de 1980, o Povoado da Capela passou a fazer parte da Paróquia de Goianésia e sofreu diversas transformações internas, incluindo a remoção do piso original de madeira e a adição de cômodos para acomodar padres durante os festejos, que na década de 2010 voltaram aos cuidados da Paróquia do Rosário, e a partir de 2015 são realizados pela  Paróquia Santa Bárbara, território a qual atualmente pertence. Além de seu valor religioso, a capela é um patrimônio arquitetônico que reflete a história e a cultura da região.
O povoado da Capela do Rio do Peixe, que atualmente conta com cerca de 448 habitantes, tem se tornado um destino turístico crescente, especialmente após o sucesso do filme "Dois Filhos de Francisco", que foi filmado na região e ajudou a popularizar o local, tornando-o conhecido por sua conexão com a família Camargo.

## Cultura e Celebrações
As tradições culturais e religiosas do povoado permanecem fortes, destacando-se as festas em honra a São Sebastião em janeiro, Imaculada Conceição em dezembro além da festa de Sant'Ana, a padroeira, que incluem procissões, queima de fogos, novenas e a famosa quermesse. A Festa de Sant'Ana, a mais famosa da região, conhecida como Festa da Capela, é um momento de grande sociabilidade, onde os romeiros se reúnem em acampamentos improvisados durante os festejos, refletindo a rica herança de religiosidade e comunidade.
Na festa principal, há ainda na programação cultural apresentações artísticas e a participação da centenária Banda Phoenix nos cortejos da Rainha e do Rei, escolhidos anualmente por sorteio na missa de encerramento. O rei, também conhecido por festeiro, possui um salão comunitário para receber os romeiros. Há também a montagem dos ranchos, boates provisórias típicas da região que embalam as noites após a quermesse em dias de novena. 
Além das celebrações religiosas, os romeiros aproveitam o mês de julho para curtir a região é rica em belezas naturais, como cachoeiras e trilhas, que atraem visitantes em busca de ecoturismo, contribuindo ainda mais para a revitalização e valorização do Povoado da Capela do Rio do Peixe.

## Conclusão
A Capela da Senhora Sant'Ana não é apenas um local de culto, mas um símbolo de resistência cultural e comunitária que, ao longo dos séculos, adaptou-se e evoluiu com as mudanças sociais e econômicas da região. Sua história, marcada pela mineração, pela agricultura e pelas tradições religiosas, continua a atrair e inspirar tanto os moradores quanto os visitantes.